# Viñac (distrito)
O Distrito peruano de Viñac é um dos trinta e três distritos da Província de Yauyos, situada no Departamento de Lima, pertencente a Região de Lima, Peru.

## Transporte
O distrito de Viñac é servido pela seguinte rodovia:
- LM-129, que liga o distrito de Cacra à cidade de Lincha
- LM-130, que liga o distrito à cidade de Chocos [1][2][3]